# Abbazia di Sénanque

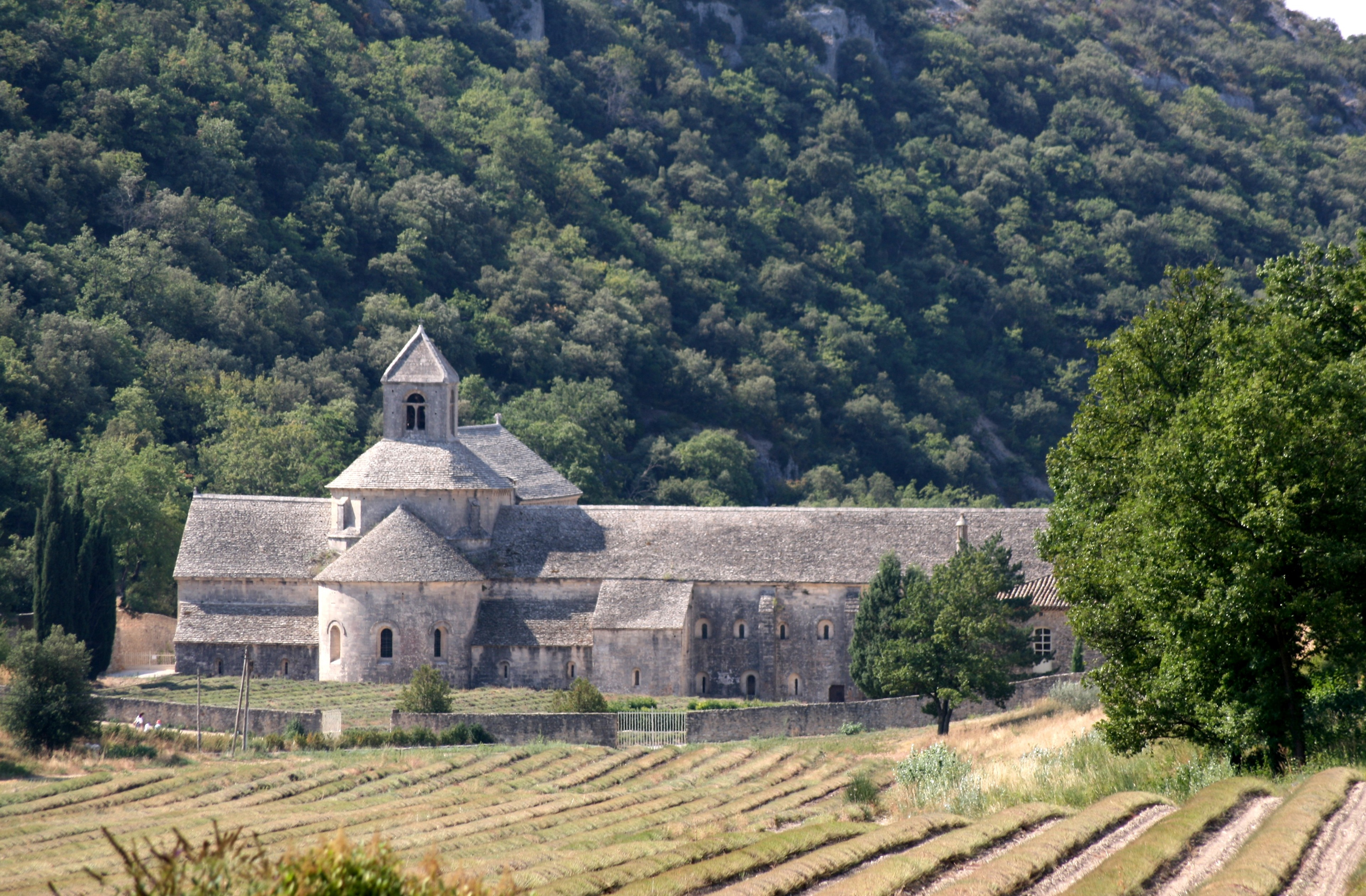
Chiesa Abbaziale e Monastero

L'abbazia di Sénanque o abbazia di Nostra Signora di Sénanque (occitano: abadiá de Senhanca, francese: Abbaye Notre-Dame de Sénanque) è un'abbazia cistercense sita a pochi chilometri dal centro urbano di Gordes nel dipartimento del Vaucluse in Provenza, Francia. Con le altre due abbazie in Provenza, quella di Silvacane e Le Thoronet, è considerata una delle "Tre Sorelle Provenzali" che costituiscono l'unico esempio di architettura cistercense in Provenza.

## Origine del nome
Sénanque è termine non di origine latina, come potrebbe far pensare l'assonanza al sine aqua (priva d'acqua) o addirittura a sane aqua (acqua sana – potabile), bensì più probabilmente di radice celtica: Sagn-anc, che significa gola paludosa.

## Fondazione

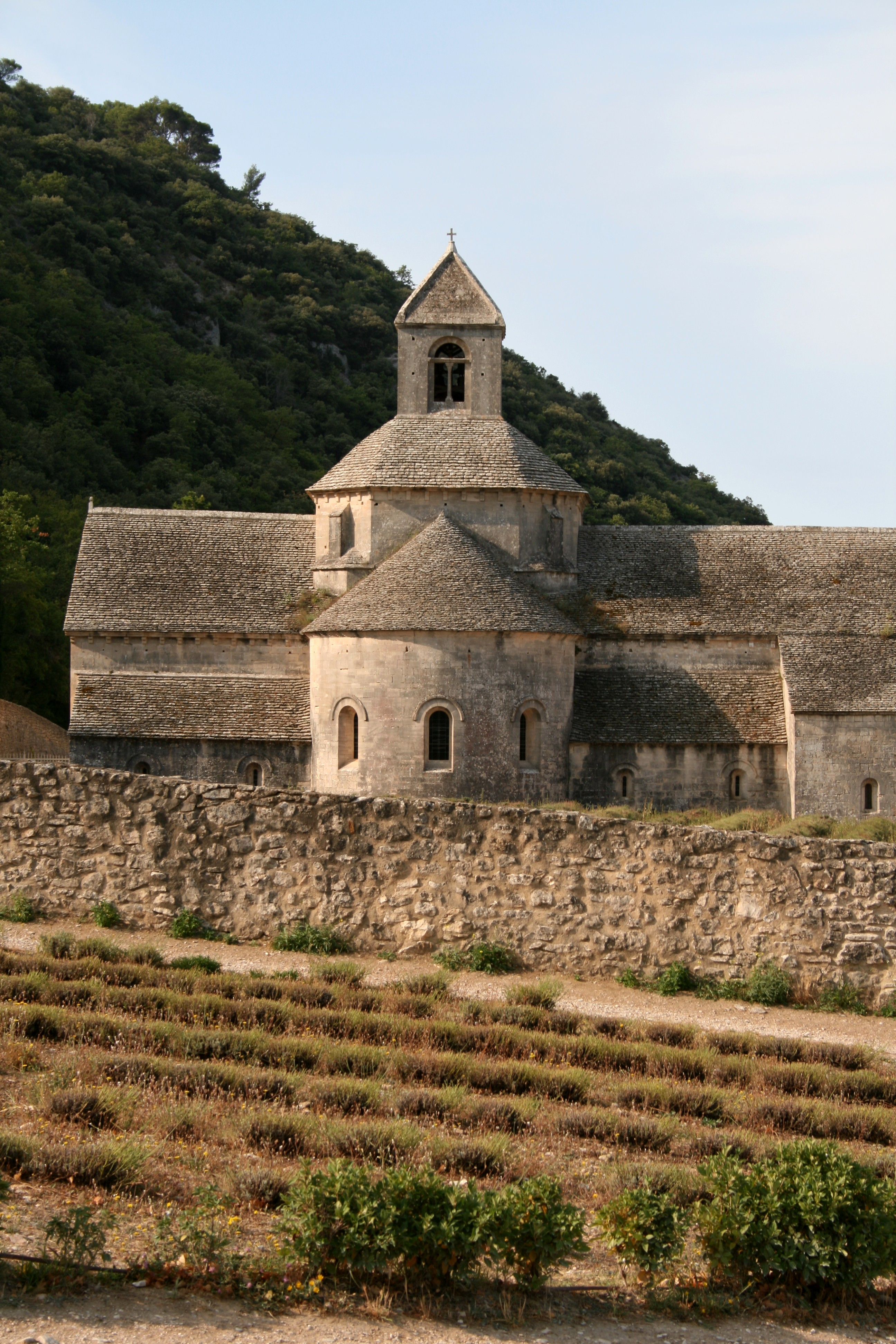
L'abside dell'abbazia

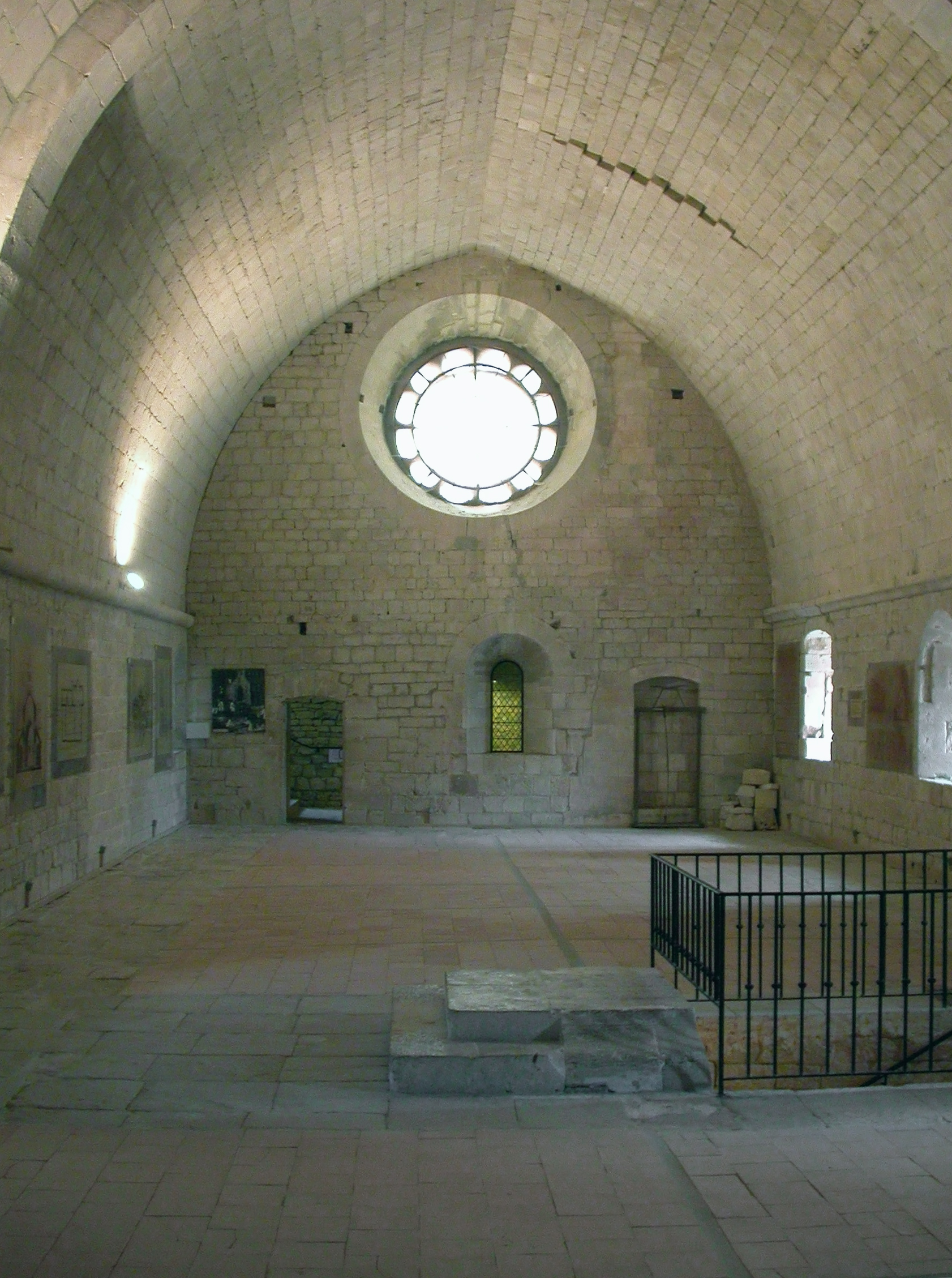
Il dormitorio dei monaci

Nel luglio del 1148, provenienti dall'Abbazia di Mazan, sita a più di mille metri d'altitudine fra le fonti della Loira e dell'Ardèche, Pietro di Mazan in compagnia di un gruppo di monaci raggiunse il vallone di Sénanque con l'intenzione di fondare una nuova comunità. Tale istituzione ebbe luogo grazie alla promozione del vescovo di Cavaillon, Monsignor Alfant, unito all'appoggio dei nobili di Simiane, signori di Gordes.
Nei primi tempi i monaci si accasarono in edifici di fortuna, ma già nel 1152 si ebbe una crescita comunitaria che portò oltre a edificazioni in muratura, alla costituzione di una comunità figlia (Les Chambons, presso Borne (Ardèche) nella diocesi di Viviers).
Il supporto di benefattori, fra cui i già citati signori di Simiane, rese possibile l'edificazione della chiesa abbaziale che venne consacrata nel 1178. Seguì la costruzione di nuovi edifici, sempre nell'osservanza dei dettami provenienti dalla Casa Madre cistercense Cîteaux. Le architetture sono uno splendido esempio di architettura romanica: la chiesa abbaziale, il chiostro, il dormitorio, la sala capitolare e i camini (di cui restano solo due comignoli), definiscono il contorno dell'austero luogo. Nel XVII secolo venne aggiunto il refettorio, a seguito del crollo di parte degli edifici a causa di uno smottamento. La chiesa rimase incolume, monumento di rara bellezza e scevrità, così come i capitelli delle colonne del chiostro, adornati da semplici foglie in rilievo, non offrono motivo di distrazione.
La pianta della chiesa è a croce latina, con un'abside proiettata oltre le stesse mura perimetrali. Inusuali si presentano la facciata est e nord, così costituite anche per la conformazione stessa del terreno che le ospita. Assai particolare è l'ingresso, posto sul lato sud, che presenta solo due porte laterali, vestigia dell'ingresso separato per conversi e laici; è assente una grande porta che introduca alla navata centrale. Conseguenza della tipologia d'uso della struttura, i monaci usufruiscono di un ingresso secondario che immette direttamente nell'edificio passando dal chiostro.
Fra il XIII e XIV secolo Sénanque raggiunse il suo apogeo, avendo a disposizione ben quattro mulini, sette malghe e numerosi possedimenti in tutta la Provenza. Nel 1509 venne nominato il primo Abate Commendatario: fu il segnale del declino vocazionale che portò il ramo di Sénanque a disseccarsi nel giro di un decennio.
Durante le guerre di religione l'edificio ospitante i Fratelli Conversi venne distrutto (1544) e l'Abbazia subì i saccheggio da parte di bande ugonotte.
Durante la rivoluzione francese i terreni di proprietà abbaziale furono nazionalizzati e lottizzati, i monaci vennero allontanati e Sénanque fu venduta (1791) a un ex ufficiale della guardia di Luigi XVI, Alex Léduze.

## Rifondazione

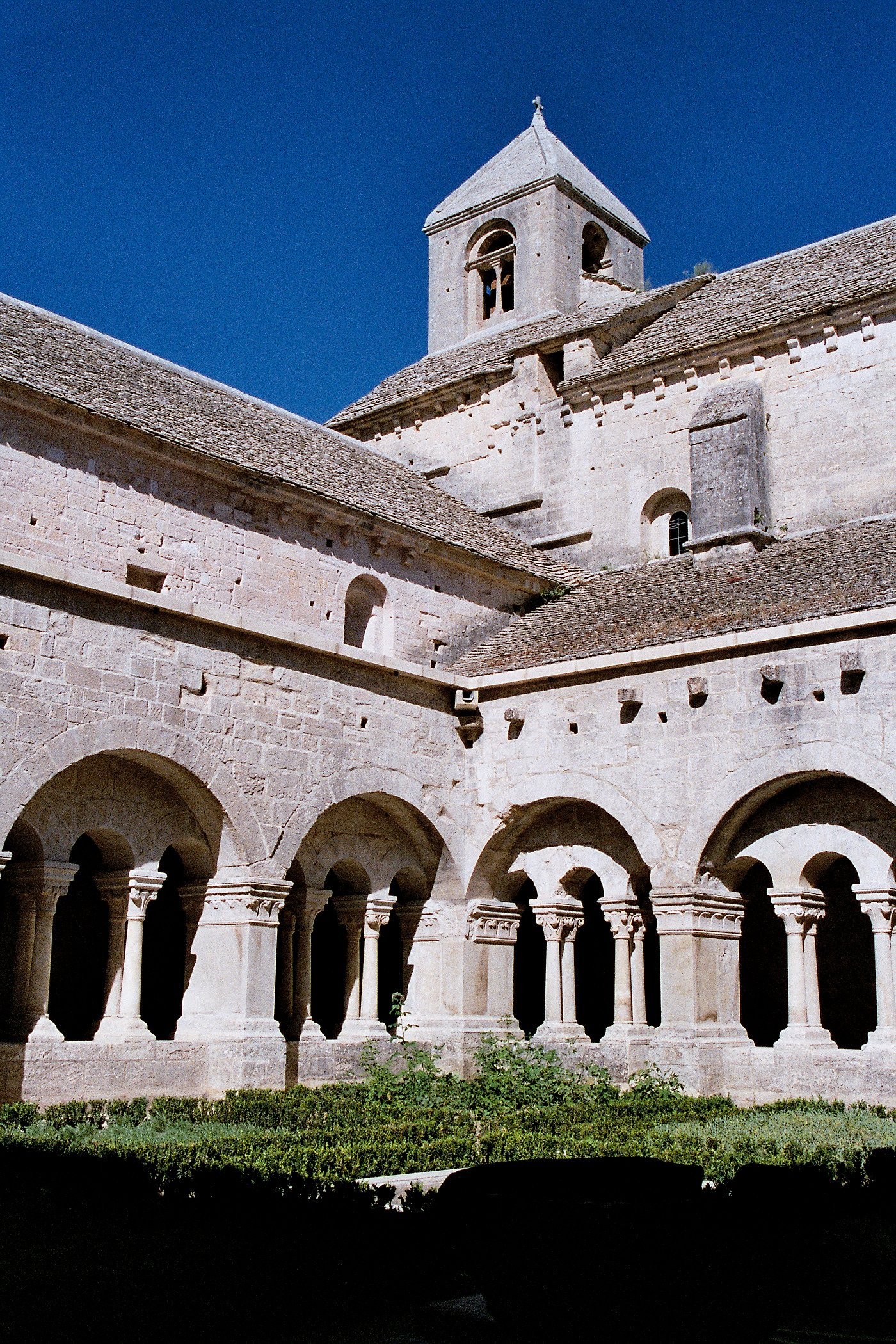
Il chiostro

Nel 1854 Sénanque venne comprata da una nuova comunità religiosa denominata "Confraternita dell'Immacolata Concezione" guidata da padre Barnouin. Colà insediati, i frati provvidero alla riparazione e ripristino dei locali; in seguito riesumando e conoscendo la storia del luogo, e in conformità al consiglio proposto da Don Orsise, la comunità decise di legarsi alla famiglia monastica cistercense, a cui Sénanque era legata.
Seguì una crescita comunitaria e la conseguente apertura di nuove case che ebbero alterne fortune, fra queste il ripristino dell'abbazia di Lerino, sulla minuscola isola di Sant'Onorato, di fronte a Cannes.
Dal 1872 la confraternita trasferì a Lerino la sua sede abbaziale.
Nel 1881 un decreto di espulsione colpì la comunità di Sénanque per cui i monaci si trasferirono, dividendosi fra Fontfroide e Lerino. Nel 1904 il divieto di occupare Sénanque divenne definitivo.
Seguì una serie di ritorni e partenze sino al 1988, anno in cui dalla comunità di Lerino (ormai accresciuta e divenuta stabile) giunse un gruppo di sei monaci a rioccupare Sénanque.
L'edificio e le strutture erano state nel frattempo ristrutturate, conservate e salvaguardate grazie all'opera dell'associazione "Amici di Sénanque", creata su indicazione dell'abate don Bernard du Terris e del signor Berliet, che provvide a mantenere e supportare il sito grazie a eventi culturali appropriati alla dignità e tipologia del luogo.

## Spazi visitabili
Molti spazi oggi sono aperti al pubblico, tra questi possiamo distinguere alcune parti caratteristiche:
- Il dormitorio dei monaci
La prima stanza visitabile è quella che consisteva nel dormitorio dei monaci. I giacigli erano fatti di paglia sui quali i monaci dormivano vestiti. La capacità della stanza era di circa trenta monaci. Nella parete, in epoca successiva, sono stati aperti un rosone e una finestra; lavori più tardivi inoltre avrebbero probabilmente contribuito a indebolire l'edificio con il conseguente distacco di pietre osservabile sulla volta[2].
- La chiesa abbaziale
Dopo aver visitato il dormitorio, la visita prosegue scendendo nella chiesa adiacente. Giunti all'interno della chiesa è possibile ammirare la grande abside al centro di due absidiole più piccole, in stile romanico, dedicate, all'epoca, a messe private. Nella parete di fronte si possono vedere due piccole finestre e un oculo di grandi dimensioni con una ruota. Sotto questo è posta la tomba di Geoffroy de Venasque il benefattore del luogo. La volta è a forma di cupola, da notare le quattro volte a cono rovesciato che permettono di passare dalla pianta quadrata alla forma ottagonale della cupola stessa. La chiesa è spoglia, come per tutte le chiese cistercensi, a forma di croce. Nulla deve distrarre dalla preghiera, solo la luce, che rappresenta Dio, illumina il luogo. Curiosa la mancanza di una grande entrata sul fondo della chiesa, fatto raro nel suo genere[2].

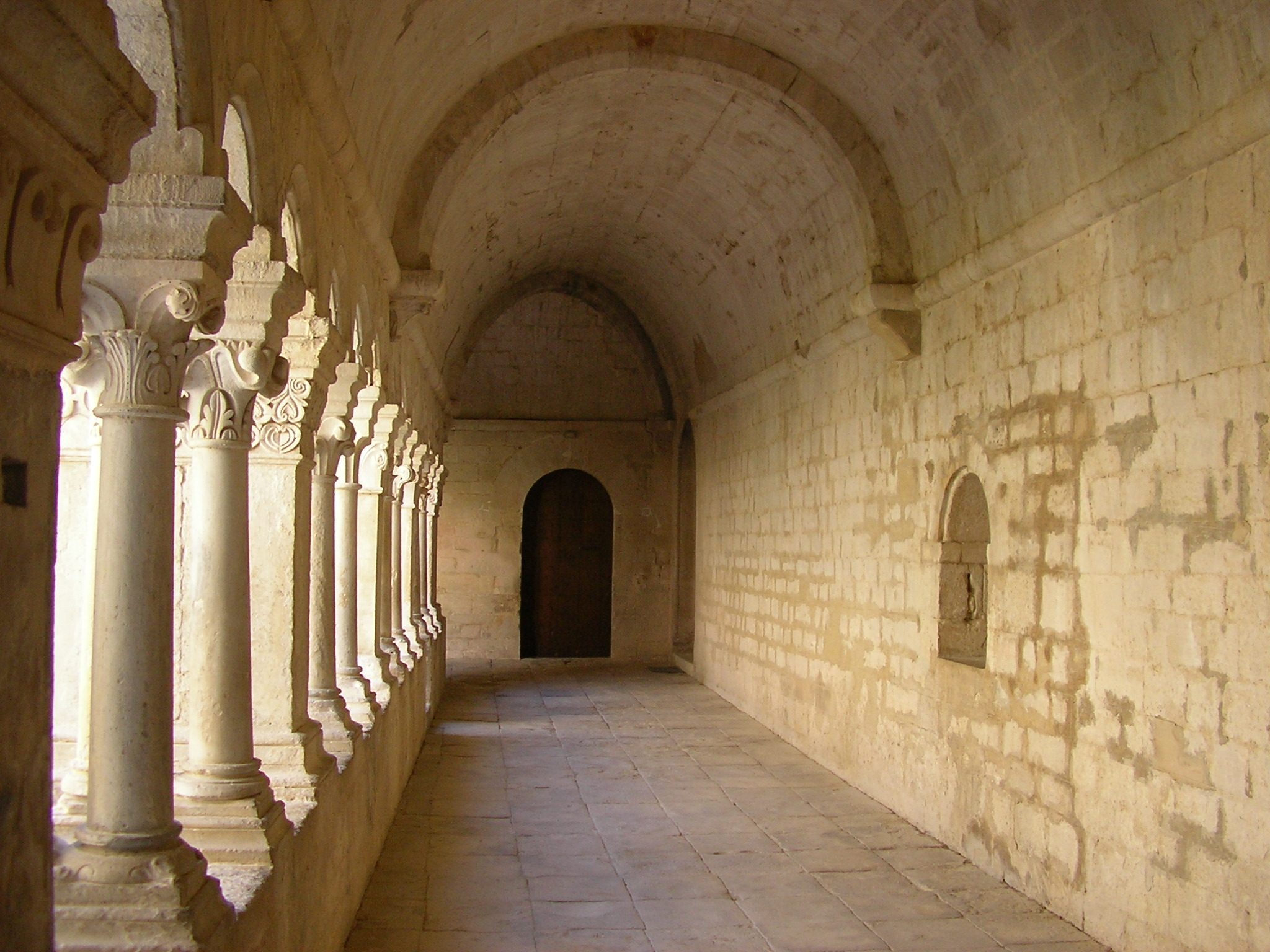
Il portico del chiostro

- Il chiostro
Uscendo dalla chiesa s'incontra il chiostro che ha la funzione di collegare le varie parti del monastero. Luogo pensato per la meditazione, è formato da quattro gallerie con dodici archi a tutto sesto; le colonne, tutte diverse, sono ornate da motivi floreali. Nei pressi della porta si trova l'antico armarium dove erano riposti i manoscritti[2].
- Il calefactorium
Il nome indica come questa fosse l'unica stanza riscaldata di tutta la struttura. Con quattro volte e un camino, era il posto dove i monaci copiavano i manoscritti[2].
- La sala capitolare
Dal chiostro si accede alla sala capitolare, luogo di riunione, dove si poteva ascoltare un capitolo della regola di San Benedetto. Inoltre era questo il luogo dove si eleggeva l'Abate e si prendevano le decisioni per tutta la comunità. La stanza è dominata dalla figura della tarasca, scolpita nel chiostro e rappresentante il demonio. Solo in questa stanza era consentito parlare[2].